# Eric Ensing
Eric Taylor Ensing (Santa Clarita, 21 giugno 1994) è un ex pallavolista statunitense, di ruolo opposto.

## Biografia
Nasce a Santa Clarita, in California, ed è il fratello minore dell'ex pallavolista Kyle Ensing, suo compagno di squadra alla CSU Long Beach.

## Carriera

### Club
La carriera di Eric Ensing inizia nei tornei scolastici californiani, giocando per la Valencia HS di Santa Clarita; parallelamente gioca anche a livello di club con la formazione del Legacy. Al termine delle scuole superiori entra a far parte della squadra di pallavolo maschile della CSU Long Beach, in NCAA Division I: dopo aver saltato l'annata 2013, difende i colori dei 49ers fino al 2017, raggiungendo due semifinali nazionali.
Nella stagione 2017-18 firma il suo primo contratto professionistico nella Volley League greca col Panathīnaïkos, che tuttavia lascia a metà campionato. Torna in campo nell'annata seguente, approdando ai macedoni del Vardar, dove conclude la sua carriera.